# Fontaine du Palais (Laval)
La fontaine du Palais était une fontaine située Place de la Trémoille à Laval, dans le département de la Mayenne. Elle était adossée à la tour de la chambre du conseil.

## Histoire
Daniel Gautier de la Villaudray pendant sa magistrature fait construire sur la place du château une fontaine en marbre à la place de celle qui y avait été créée au commencement du XVIe siècle. Elle remplaçait une ancienne fontaine située au milieu de la place qui était la plus ancienne des fontaines utilisant les eaux de la Vallette. 
La fontaine est construite en 1741 par René Tellot, architecte. 
La fontaine Saint-Tugal permettait de gérer le trop-plein de la fontaine du Palais.
La fontaine du Palais est rasée lors de la transformation du château de Laval en palais de justice.
Une fontaine non utilisée est conservée de nos jours dans le mur qui sépare le château moderne de Laval et la rue du Roquet du Palais.